# Brenda
Brenda is een meisjesnaam.
Brenda is afgeleid van het Oudnoorse brandr, wat "zwaard" betekent. 

## Bekende naamdraagsters
- Brenda Lee
- Brenda Milner
- Brenda Schultz-McCarthy
- Brenda Ann Spencer
- Brenda Starink